# Тегеранська конференція (1943)

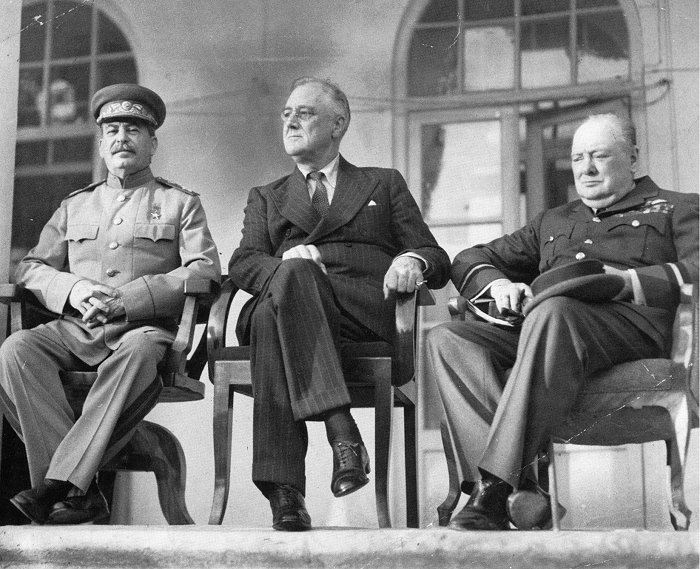
Йосиф Сталін, Франклін Рузвельт та Вінстон Черчилль

Тегеранська конференція відбулась 28 листопада — 1 грудня 1943 р. в Тегерані, столиці Ірану.
На ній вперше зібралась «Велика Трійка» — голова РНК СРСР Йосип Віссаріонович Сталін, президент США Франклін Делано Рузвельт та прем'єр-міністр Великої Британії Вінстон Леонард Спенсер-Черчилль. Це була перша конференція «Великої Трійки» (СРСР, США, Велика Британія) за час Другої світової війни, її спадкоємицями були Ялтинська та Потсдамська конференції. Конференція мала на меті розробку кінцевої стратегії боротьби проти Третього Рейху та її союзників. Основним питанням було відкриття другого фронту в Західній Європі. Водночас обговорювались питання про надання незалежності Ірану («Декларація про Іран»), про початок СРСР війни з Японською імперією після розгрому нацистської Німеччини й де-факто було закріплено за Радянським Союзом право як контрибуцію приєднати до себе після перемоги частину Східної Пруссії.

## Основні результати
1. Підписано угоду щодо підтримки Югославських партизанів зброєю та амуніцією, а також спецопераціями.
2. Було досягнуто згоди у тому, що найбажанішим був би вступ Туреччини до війни на боці союзників до кінця року.
3. Якщо Туреччина вступила б у війну, Радянський Союз мав би підтримати її.
4. 30 листопада було узгоджено, що операція «Оверлорд» розпочнеться у травні 1944 року разом із діями у південній Франції.
5. Домовились, що військові штаби Великої Трійки тісно співпрацюватимуть.
6. Велика Британія та США пообіцяли Сталіну, що надішлють війська до Західної Європи протягом весни 1944 року.
7. За наполяганням Сталіна, кордони післявоєнної Польщі визначались за річками Одер (Одра) і Нейсе (Ниса) та лінією Керзона.
8. Попередньо узгоджено створення Організації Об'єднаних Націй.
9. Радянський Союз погодився розпочати війну проти Японської імперії після поразки Третього Рейху.

Міжнародне значення Тегеранської конференції, незважаючи на певні суперечності між її учасниками, було величезним. Її рішення передбачали не тільки прискорення закінчення війни в Європі, а й перспективи розвитку європейських країн у мирний час. Конференція «Великої трійки» підтвердила силу і єдність антигітлерівської коаліції, знаменувала новий етап її діяльності.

## Організація конференції
З метою забезпечення безпеки в іранській столиці президент США зупинився не у власному посольстві, а в радянському, яке було розташоване напроти британського. Між посольствами створили брезентовий коридор, аби переміщення лідерів не були видні ззовні. Створений таким чином дипломатичний комплекс оточили трьома кільцями піхоти і танків. На три дні конференції місто було повністю блоковане військами і спецслужбами. У Тегерані припинили діяльність усіх ЗМІ, відключили телефон, телеграф і радіозв'язок. Навіть сім'ї радянських дипломатів були тимчасово «евакуйовані» із зони майбутніх переговорів.

## Перебіг конференції
На конференції чітко означилося прагнення Рузвельта й Сталіна домовитись. Черчилль спочатку тримався попередньої стратегії ізоляції «росіян». Рузвельт же запропонував, аби радянський представник був присутнім на всіх британо-американських зустрічах перед спільною бесідою. Ідея глобального регулювання міжнародних відносин рівно імпонувала Рузвельту і Сталіну. Черчилль щодо цього був консервативним, не вірив особливо у повоєнну співпрацю з СРСР, сумнівався в ефективності майбутньої нової міжнародної Організації Об'єднаних Націй (ООН) і бачив за цією ідеєю план відтіснити Велику Британію на периферію міжнародної політики.
Чільне місце в роботі Тегеранської конференції зайняло узгодження планів військових дій союзників. Незважаючи на ухвали попередніх союзних конференцій, Черчилль знов поставив питання про те, аби відкласти висадку британо-американських військ у Франції і замість неї провести ряд операцій на Балканах (сподіваючись запобігти розростанню радянської сфери впливу). Проте Сталін і Рузвельт чинили опір цьому, вважаючи тільки північ Франції придатним місцем для відкриття другого фронту. Було узгоджено, що другий фронт буде відкритий на півночі Франції в травні 1944 року. Сталін пообіцяв, що радянські війська почнуть наступ приблизно в цей же час з метою запобігти перекиданню німецьких сил зі Східного на Західний фронт.
 Після довгих дебатів проблема «Оверлорд» попала в безвихідь. Тоді Сталін піднявся з крісла і, звернувшись до Ворошилова та Молотова, з роздратуванням сказав: «У нас надто багато справ вдома, аби тут гаяти час. Нічого путнього, як я бачу, не виходить». Настав критичний момент. Черчилль зрозумів це і, побоюючись, що конференцію може бути зірвано, пішов на компроміс. — О. Б. Рахманін 

### Питання Німеччини
На конференції обговорювалося питання про майбутнє Німеччини. Рузвельт і Сталін висловилися на користь роздроблення Німеччини на дрібні держави з тим, аби виключити відродження німецького експансіонізму. Рузвельт запропонував розчленувати Німеччину на п'ять частин і передати Кіль, Гамбург, Рур і Саар під контроль Об'єднаних Націй. Сталін зробив особливий наголос на тому, що об'єднанню Німеччини вони мають запобігти за будь-яку ціну. Остаточного рішення з цього питання, проте, прийнято не було.

### Питання Польщі
Болючим на конференції і спірним для радянсько-британських відносин було питання про Польщу. На цей час Сталін порвав відносини з польським урядом в екзилі, що розміщувався в Лондоні. Висунуте за підтримки британців питання про розстріли польських військовослужбовців у Катинському лісі під Смоленськом Кремль розглядав як шантаж із метою змусити Москву піти на територіальні поступки. Президент Рузвельт конфіденційно повідомив Сталіну, що з міркувань внутрішньої політики поки що не може публічно взяти участь у будь-якій домовленості, метою якої було б приєднання східної частини Польщі та прибалтійських країн до Радянського Союзу. Однак він сказав, що цілком свідомий того, що три балтійські держави «у минулому, а також зовсім нещодавно були складовою Росії». І президент додав жартома, що не має наміру воювати з Радянським Союзом через них.

### Питання Фінляндії
Питання Фінляндії не поставало аж до останнього дня конференції. Черчилль сказав, що вважає безпеку Ленінграда важливою і готовий визнати позицію Радянського Союзу як провідної військово-морської та повітряної сили в Балтійському морі. Після чого додав, що був би надзвичайно засмучений, якби щось зашкодило незалежності Фінляндії. Сталін заспокоїв західних лідерів, пояснивши, що не має наміру упокорювати Фінляндію або перетворювати її на провінцію Радянського Союзу, якщо з нею буде укладено мир на умовах, запропонованих СРСР. Але Фінляндія має компенсувати Радянському Союзу половину завданих нею збитків та вигнати німців зі своєї території. Він рішучо відкинув сумніви Черчилля щодо доречності вимагати військових репарацій від Фінляндії та пропозицію Рузвельта залишити Фінляндії Виборг. Про сепаратний мир із Фінляндією не може бути й мови, якщо СРСР доведеться поступитись своїми інтересами, заявив він. Сталін запевнив своїх колег, що готовий вести переговори з Рюті, і представив свої вимоги до Фінляндії: відновлення мирного договору 1940 року, передача бази в Ганко або повне включення регіону Печенги до складу Радянського Союзу, сплата військових репарацій, виведення німецьких військ та демобілізація фінської армії. Західні лідери не опирались. Черчилль сказав, що британський уряд залишає усю справу на розсуд росіян.

### Обговорення радянських кордонів
У Тегерані Сталін підтвердив, що східний радянсько-польський кордон повинний проходити по лінії, встановленій у вересні 1939 року, і запропонував пересунути західний польський кордон до Одеру (Одрі) та Нейсе (Нисі). Черчилль погодився з цією пропозицією, відмітивши, що землі, що отримуються Польщею, набагато кращі за землі, які вона віддає. Сталін заявив також, що СРСР розраховує отримати Кенігсберг і пересунути кордон із Фінляндією подалі від Ленінграда (див ще: фінська кампанія).
На конференції чітко позначилася згода західних союзників піти назустріч Сталіну в територіальному питанні. Тут же була зроблена заявка на те, що післявоєнний світ управлятиметься чотирма державами (СРСР, США, Велика Британія, Франція), що діють під егідою нової міжнародної організації. Для СРСР це був колосальний прорив; США також вперше, після Вільсона, брали на себе глобальні функції; Велика Британія, роль якої відносно зменшувалася, повинна була задовольнятися вже тим, що не випала з Великої Трійки.
На конференції було прийнято «Декларацію про Іран», у якій учасники заявили «про своє бажання зберегти повну незалежність, суверенітет і територіальну недоторканність Ірану».
На закінчення Сталін дав обіцянку про вступ СРСР у війну проти Японської імперії після поразки Третього Рейху.
Тегеранська конференція укріпила співпрацю головних держав антигітлерівської коаліції і погоджувала плани військових дій проти Німеччини.

## День народження Черчилля
30 листопада в британському посольстві було влаштовано урочистий прийом з нагоди дня народження Черчилля.
На прийомі було багато тостів, але один запам'ятався всім. Президент США сказав: «В той час, як ми тут святкуємо день народження британського прем'єр-міністра, Червона Армія продовжує тіснити нацистські полчища. За успіхи радянської зброї!» 